# International (Zeitschrift)
Die Fachzeitschrift International (International – Die Zeitschrift für internationale Politik) ist eine sechsmal jährlich erscheinende deutschsprachige Fachpublikation für internationale Beziehungen. Autoren sind Wissenschaftler, Politiker und Publizisten aus dem In- und Ausland.
Die Zeitschrift erscheint jeweils Ende Februar, Ende Mai, Ende August und Ende November. Die Auflage von 5000 setzt sich aus 2500 Abonnenten, 1000 Freiverteilungen und freiem Verkauf zusammen. Laut den Mediadaten der Zeitschrift setzt sich die Leserschaft folgendermaßen zusammen:
- 30 Prozent Politiker, Journalisten
- 20 Prozent Diplomaten, nationale und internationale Beamte
- 20 Prozent Studenten
- 10 Prozent Wissenschaftler
- 20 Prozent andere

Die Blattlinie wird auf der Internetpräsenz wie folgt beschrieben: „International will zu einer ausgewogenen und kritischen Information über die Ereignisse und Zusammenhänge der internationalen Politik beitragen und vor allem jene Informationen verbreiten, die in den Medien kaum oder nur einseitig dargestellt werden. Die Redaktion möchte in ihrer Berichterstattung durchaus unterschiedliche Positionen berücksichtigen, soferne diese im weitesten Sinne des Wortes als fortschrittlich und demokratisch bezeichnet werden können.“
Nach dem Tod des Gründers, Herausgebers und Chefredakteurs, Fritz Edlinger, im Dezember 2024, übernahm die Chefredaktion der promovierte Historiker und Journalist, Dieter Reinisch. Als stellvertretende Chefredakteure fungiert neben dem bisherigen Stellvertreter, Herbert Maurer, nun auch Michael Wögerer. Er war bis 2023 Vorsitzender der Österreichisch-Kubanischen Gesellschaft.